# 現存の準男爵の一覧
現存の準男爵の一覧（げんぞんのじゅんだんしゃくのいちらん）は、イギリスに現存する準男爵位の一覧である。準男爵位にはイングランド準男爵、ノバスコシア準男爵、アイルランド準男爵、グレートブリテン準男爵、連合王国準男爵の別があり、司法省が保管する準男爵公式名簿によって管理されている。

## 準男爵家

### イングランド準男爵
1. レッドグレイヴのバコン準男爵(en) (1611)
2. ホートン・タワーのド・ホートン準男爵(en) (1611)
3. マイケルグローブのシェリー準男爵(en) (1611)
4. ハートリー・キャッスルのマスグレイヴ準男爵(1611)
5. ライドリントンのハーリントン準男爵(en) (1611)
6. マッシンガムのモーダント準男爵(en) (1611)
7. オールトンのグレイ・エジャートン準男爵(en) (1617)
8. パークヒルのバーニー準男爵(en) (1620)
9. クリーヴドンのウェーク準男爵(en) (1621)
10. マドルズクームのマンセル準男爵(en) (1622)
11. プレストルドのスキップウィス準男爵(en) (1622)
12. ベスフォードのセブライト準男爵(en) (1627)[注釈 1]
13. ウォーターリングベリーのスタイル準男爵(en) (1627)[注釈 1]
14. ランポートのアイシャム準男爵(en) (1627)
15. ラドリーのストンハウス準男爵 (en)(1628)
16. トレビッチのレイ準男爵(en) (1628)
17. トレローニーのサルスベリー＝トレローニー準男爵(en) (1628)
18. キャンフィールド・ホールのワイズマン準男爵(en) (1628)
19. ニューポート・ポンドのナイチンゲール準男爵(en) (1628)
20. シュートのポール準男爵(en) (1628)
21. ウォルズリーのウォルズリー準男爵(en) (1628)
22. エスクのグラハム準男爵 (1629)[注釈 1]
23. エギントンのエヴリー準男爵(en) (1641)
24. スタンフォードのケイヴ＝ブラウン＝ケイブ準男爵(en) (1641)
25. ボイントンのストリックランド＝コンスタブル準男爵(en) (1641)
26. ローリーのチチェスター準男爵(en) (1641)
27. ケースウィックのトロロープ準男爵(en) (1642)
28. ハガーストンのコンスタブル・マクスウェル＝スコット準男爵(en) (1642)
29. マーストンのソロルド準男爵(en)(1642)[注釈 1]
30. コロンボ・ジョンのアクランド準男爵(en) (1642)
31. トレローワレンのビービャン準男爵(en) (1645)[注釈 1]
32. アムステルダムのボレール準男爵(en) (1645)[注釈 1]
33. カールトンのパーマー準男爵(en) (1660)
34. コッテスブルックのランガム準男爵(en) (1660)
35. ロンドンのロビンソン準男爵(en) (1660)
36. シャックバラのシャックバラ準男爵(en) (1660)
37. ハートレイ・モーディットのステュアート準男爵(en) (1660)[注釈 1]
38. ヒッチャムのクラーク準男爵(en) (1660)
39. ブロードロー・アッシュのブースビー準男爵(en) (1660)
40. エビントンのハニーウッド準男爵(en) (1660)
41. ウェストミンスター市のウィーラー準男爵(en) (1660)
42. ウィストンのファッジ準男爵(en) (1660)[注釈 1]
43. ガントンのリガード準男爵(en) (1660)
44. オクスバラのペイストン＝ベディンフェルド準男爵 (1661)
45. バートンのリード準男爵(en) (1661)[注釈 1]
46. ブロートンのブロートン準男爵 (1661)[注釈 1]
47. ブロンプトンのケイリー準男爵(en) (1661)
48. ウィートリーのクック準男爵(en) (1661)
49. ブロマムのアシュバーナム準男爵(en) (1661)
50. ウェルコット＝ハークスベリーのジェンキンソン準男爵(en) (1661)
51. ペンリンのウィリアムズ＝バークリー準男爵(en) (1661)
52. ハクームのカルー準男爵(en) (1661)
53. ヒル・ホールのボウヤー＝スマイス準男爵(en) (1661)
54. ネットルコームのトレヴェリアン準男爵(en) (1662)[注釈 1]
55. チクサンズのオズボーン準男爵 (1662)
56. ノートン・コニャーズのグラハム準男爵 (1662)
57. バラブリッジのローソン＝タンクレッド準男爵(en) (1662)
58. ショッティシャムのドイリー準男爵(en) (1663)
59. ウェストクームのビダルフ準男爵(en) (1664)
60. エルサムのベスト＝ショー準男爵(en) (1665)
61. バースウェイトのバーデット準男爵(en) (1665)
62. ウィンボーンのハナム準男爵(en) (1667)
63. タレイカーのモスティン準男爵(en) (1670)
64. クロフト・キャッスルのクロフト準男爵(en) (1671)
65. ウェストオークランドのイーデン準男爵 (1672)
66. ニューカッスルのブラッケット準男爵(en) (1673)
67. ヘアウッドのホスキンズ準男爵(en) (1676)
68. Horehamのダイク準男爵(en) (1677)
69. トッテナムのダイアー準男爵(en) (1678)
70. ハイデーンのボイヤー、のちゴーリング準男爵[(en) (1678)
71. バニー・パークのパーキンズ準男爵(en) (1681)[注釈 1]
72. スタニー・ホールのバンベリー準男爵(en) (1681)
73. メルフォード・ホールのパーカー、のちハイド＝パーカー準男爵 (1681)
74. カートリントンのダッシュウッド準男爵(en) (1684)
75. グランディズバーグのブロイズ準男爵(en) (1686)
76. グレイズインのウィリアムズ＝ウィン準男爵(en) (1688)
77. ペンカロウのモールズワース＝セント・オービン準男爵(en) (1689)
78. バイロンのラムズデン準男爵(en) (1689)
79. ワットルズバラのレイトン準男爵(en) (1693)
80. セント・ジェイムズ＝イン＝ザ＝フィールドのコルト準男爵(en) (1694)
81. ウェンヴォーのトマス準男爵(en) (1694)
82. シーンのバックワース＝ハーン＝ソエーム準男爵(en) (1697)[注釈 1]
83. ライダル・ホールのレ・フレミング準男爵(en) (1705)
84. チチェスターのミラー準男爵(en) (1705)

### ノバスコシア準男爵
1. ピッツリーゴ＝モニーマスクのフォーブス、のちステューアート＝フォーブス準男爵(en) (1626)[注釈 1]
2. カスキーベンのジョンストン準男爵(en) (1626)
3. インヴァークハリティのオギルヴィー準男爵(en) (1626)
4. マーチストンのネイピア準男爵(en) (1627)
5. バルヴェニーのイネス準男爵(en) (1628)
6. クレイグホールのホープ準男爵(en) (1628)
7. リデルのリデル準男爵(en) (1628)
8. ブラックバロニーのマリー準男爵(en) (1628)
9. ステンハウスのブルース準男爵(en) (1628)
10. オーキンレックのキャンベル準男爵 (1628)
11. ラスウェードのニコルソン準男爵(en) (1629)[注釈 2]
12. ロッホナウのアグニュー準男爵(en) (1629)
13. クレイギーヴァーのフォーブス準男爵(en) (1630)[注釈 1]
14. デュナーンのマリー準男爵(en) (1630)[注釈 1]
15. ペンケイトランドのリチャードソン、のちステュワート＝リチャードソン準男爵(en) (1630)
16. ロバートランドのカニンガム、フェアリー＝カニンガム準男爵(en) (1630)
17. ピツレヴィーのウォードロー準男爵(en) (1631)[注釈 1]
18. モーヴァーンのマクリーン準男爵(en) (1631)
19. lフォーリス・オブズデールのマンロー準男爵(en) (1634)[注釈 1]
20. スタンリーのピルキントン、のちミルボーン＝スウィンナートン＝ピルキントン準男爵(en) (1635)
21. マークル＝スティーブンストンのシンクレアー＝ロックハート準男爵(en) (1636)
22. フォバランのタリング準男爵(en) (1638頃)
23. シルヴァートン・ヒルのハミルトン準男爵(en) (1646)
24. アバコーンのシートン準男爵(en) (1663)
25. パークのヘイ、のちダルリンプル＝ヘイ準男爵(en) (1663)
26. バルドゥーンのダンバー、のちホープ＝ダンバー準男爵(en) (1664)
27. バルベディー＝インナーティールのマルコム準男爵(en) (1665)
28. ストブスのエリオット準男爵(en) (1666)[注釈 2]
29. ブラックホール＝グリーノックのステュワート、のちショー＝ステュワート準男爵(en) (1667)
30. ニュートンのドン、のちドン＝ウォーカプ準男爵(en) (1667)
31. アベルチルのキャンベル準男爵 (1668頃)
32. ピアストンのバークレー準男爵(en) (1668)
33. ブラックアダーのヒューム準男爵(en) (1671)
34. コックバーンのコックバーン準男爵(en) (1671)[注釈 2]
35. コースヒルのカニンガム、のちモントゴメリー＝カニンガム準男爵(en) (1672)
36. アップルガースのジャーディン準男爵(en) (1672)
37. オクタータのマリー準男爵(en) (1673)
38. コールのマッケンジー準男爵(en) (1673)[注釈 1]
39. プレストンのハミルトン、のちスターリング＝ハミルトン準男爵(en) (1673)
40. ペニキュイックのクラーク準男爵(en) (1679)
41. モンリースのマクスウェル準男爵(en) (1681)
42. ポロックのマクスウェル、のちマクスウェル・マクドナルド準男爵(en) (1682)
43. エルシックのバンナーマン準男爵(en) (1682)
44. スティックヒルのプリングル準男爵(en) (1683)
45. スプリングケルのヘロン＝マクスウェル準男爵(en) (1683)
46. ピットメデンのシートン準男爵(en) (1683)[注釈 1]
47. クロースバーンのカークパトリック準男爵(en) (1685)
48. ビンズのダリエル準男爵(en) (1685)
49. コルストーンのブラウン準男爵(en) (1686)
50. コックストンのイネス準男爵(en) (1686)
51. ジルマートンのキンロック準男爵(en) (1685)
52. ダングラスのホール準男爵(en) (1687)
53. ダルビーのグラント準男爵(en) (1688)
54. ファウンテンホールのローダー準男爵(en) (1690)
55. モックラムのダンバー準男爵(en) (1694)
56. バルカスキーのアンストラザー準男爵(en) (1694)
57. ソートンのベアーズ準男爵(en) (1695)
58. ドーンのダンバー準男爵(en) (1698)
59. バーガニーのハミルトン＝ダルリンプル準男爵(en) (1698)
60. アンストラザーのアンストラザー準男爵(en) (1700)
61. ノースフィールドのダンバー準男爵(en) (1700)
62. ウェスターホールのジョンストン準男爵(en) (1700)
63. ロジーのエルフィンストン準男爵(en) (1701)
64. ミルンクレイグのカニンガム準男爵(en) (1702)
65. バルゴンのグラント＝サティー準男爵(en) (1702)
66. キールヒルのギブソン＝クレイグ＝カーマイケル準男爵(en) (1702)
67. アルダーストンのヘイ準男爵(en) (1703)
68. スカットウェルのマッケンジー準男爵(en) (1703)
69. グレンコースのイングリス準男爵(en) (1703)
70. キルケランのファーガソン準男爵(en) (1703)
71. ダンシネーンのネアン準男爵(en) (1704)
72. ダンビースのシンクレア準男爵(en) (1704)
73. モニーマスクのグラント準男爵(en) (1705)
74. アールストンのゴードン準男爵(en) (1706)
75. ダウィック＝ポソのナスミス準男爵(en) (1706)
76. ヘンプリッグスのダンバー準男爵(en) (1706)

### アイルランド準男爵
1. キャッスル・カフのコート準男爵（英語版） (1621)
2. ドナデアのエールマー準男爵（英語版） (1622)
3. Magherabeggのゴア準男爵 (1622)
4. ゴールウェイのリンチ＝ブロス準男爵（英語版） (1622)
5. Sonaghのタイト準男爵（英語版） (1622)
6. ゴールウェイ・メンローのブラック準男爵（英語版） (1622)
7. クリックスタウンのバーンウォール準男爵（英語版） (1623)
8. ラメルトンのステュワート準男爵（英語版） (1623)
9. リソーネのステープルズ準男爵（英語版） (1628)
10. Cloughgrenanのバトラー準男爵（英語版） (1628)
11. クロネゴールのエズモンド準男爵（英語版） (1629)
12. バリンタイラーのオズボーン準男爵 (1629)
13. トリスターナー・アビーのピアーズ準男爵（英語版） (1661)
14. ゲシンズグロットのゲシン準男爵（英語版） (1665)
15. ロス・カーベリーのムーア準男爵（英語版） (1681)
16. ノックドリン・キャッスルのラヴィーン準男爵（英語版） (1704)
17. ダンモアのウェルドン準男爵（英語版） (1723)
18. アードラムのコルスハースト準男爵（英語版） (1744)
19. マウント・ウォルズリーのウォルズリー準男爵（英語版） (1745)[注釈 1]
20. リサディルのゴア準男爵 (1760)
21. ロックフォレストのコター準男爵（英語版） (1763)
22. キャッスル・ブランデンのブランデン準男爵（英語版） (1766)
23. ウッズギフトのセント・ジョージ準男爵（英語版） (1766)
24. ノックトファーのラングリッシュ準男爵（英語版） (1777)
25. アン・マウントのフォルキナー準男爵（英語版） (1778)[注釈 1]
26. ブロック・ヒルのヒル準男爵（英語版） (1779)
27. ニューポートのウォラー準男爵（英語版） (1780)
28. キャッスル・モイルのデニー準男爵（英語版） (1782)
29. トーリンのマスグレイブ準男爵 (1782)
30. ウォーレン・コートのウォーレン準男爵（英語版） (1784)
31. アナベラのホーア準男爵（英語版） (1784)
32. Aughreのリチャードソン、のちリチャードソン＝バンベリー準男爵（英語版） (1787)
33. テンプルモアのカーデン準男爵（英語版） (1787)
34. ホーリーブルック・ハウスのホドソン準男爵（英語版） (1789)
35. マーヴィルのライトオン準男爵（英語版） (1791)
36. バリンバラのニュージェント準男爵（英語版） (1795)
37. マーブル・ヒルのバーク準男爵（英語版） (1797)
38. ニッシュのマカートニー準男爵（英語版） (1799)

### グレートブリテン準男爵
1. ウィコムのダッシュウッド準男爵（英語版） (1707)
2. ロンドンのランバート準男爵（英語版） (1711)
3. ロンドンのレイク準男爵（英語版） (1711)
4. ナン・アップルトン・ホールのミルナー準男爵（英語版） (1717)
5. ブリストルのエルトン準男爵（英語版） (1717)
6. ロンドンのブラント準男爵（英語版） (1720)
7. ドディントンのコドリントン準男爵（英語版） (1721)
8. バーウッド・ハウスのフレデリック準男爵（英語版） (1723)
9. スペインズ・ホールのド・ボーモント＝スペイン準男爵（英語版） (1723)
10. マーデンのクレイトン準男爵（英語版） (1732)
11. ロンドンのヒースコート準男爵 (1733)
12. ハースリーのヒースコート準男爵 (1733)
13. アンブロスデンのドライデン準男爵（英語版） (1733)
14. カークリーズのアーミテージ準男爵（英語版） (1738)
15. リンカーンズ・イン・フィールズのハルス準男爵（英語版） (1739)
16. ラングリー・パークのビーチャム＝プロクター、のちプロクター＝ビーチャム準男爵（英語版） (1745)
17. ベネーカーのグーチ準男爵 (1746)
18. スタンウェル・プレイスのギボンズ準男爵（英語版） (1752)
19. スタンフォード・コートのウィニントン準男爵（英語版） (1755)
20. ノーマンディーのシェフィールド準男爵（英語版） (1755)
21. ニューヨークのジョンソン準男爵 (1755)
22. イースト・ストークのブロムリー準男爵（英語版） (1757)
23. チャッデスデンのウィルモット準男爵（英語版） (1759)
24. リヴァプールのカンリフ準男爵（英語版） (1759)
25. イーウェルのグリン準男爵（英語版） (1759)
26. シティ・オブ・ロンドンのブラキストン準男爵（英語版） (1763)
27. パトシャルのピゴット準男爵（英語版） (1764)
28. ラベル・ヒルのノウルズ準男爵（英語版） (1765)
29. キャッスル・ストレンジのホート準男爵（英語版） (1767)
30. フォーヒルズのアレン準男爵（英語版） (1769)
31. ノース・ディーンのヤング準男爵（英語版） (1769)
32. ファーリーのセント・ジョン＝マイルドメイ準男爵（英語版） (1772)
33. ノーウッド・パークのサットン準男爵（英語版） (1772)
34. ウェスト・バーグホルトのヒューズ準男爵（英語版） (1773)
35. ダントレスのエドモンストン準男爵（英語版） (1774)
36. ハンマーのハンマー準男爵 (1774)
37. ヒリントンのフォルクス準男爵（英語版） (1774)
38. バレンタイン・ハウスのバレル準男爵（英語版） (1774)
39. シドリング・セント・ニコラスのスミス、のちスミス＝マリオット準男爵（英語版） (1774)
40. ティバートンのドゥンツェ準男爵（英語版） (1774)[注釈 1]
41. ザ・ノールのマックワース準男爵（英語版） (1776)
42. ラブンターのベイカー＝ウィルブラハム準男爵（英語版） (1776)
43. ケルストンのホーキンス準男爵（英語版） (1778)
44. ウォンブウェルのウォンブウェル準男爵（英語版） (1778)[注釈 1]
45. コギルのコギル準男爵（英語版） (1778)
46. エルヴェサムのガニング準男爵（英語版） (1778)
47. ウッドホールのランボルド準男爵（英語版） (1779)
48. キルバーニーのクラウファード準男爵（英語版） (1781)
49. バジルドンのサイクス準男爵（英語版） (1781)
50. クレア・ホールのフレッチャー、のちオーブリー＝フレッチャー準男爵（英語版） (1782)
51. クロフトン・プレイスのブリスコ準男爵（英語版） (1782)[注釈 1]
52. ネザービーのグラハム準男爵 (1783)
53. スレッドミアのサイクス準男爵（英語版） (1783)
54. ハイナム・コートのギーズ準男爵（英語版） (1783)
55. ハイグローブのバロー、のちクローリー＝ブービー準男爵（英語版） (1784)
56. キャルトンのライクロフト準男爵（英語版） (1784)
57. ニューランド・パークのスミス、のちスミス＝ドッズワース準男爵（英語版） (1784)
58. スコットーのデュラント準男爵（英語版） (1784)
59. ティッシントンのフィッツハーバート準男爵（英語版） (1784)
60. ヘセルのビーバー準男爵（英語版） (1784)
61. ルスのコフーン準男爵 (1786)
62. テンドリングのロウリー準男爵（英語版） (1786)
63. バーン・エルムスのホーア準男爵（英語版） (1786)
64. ダンスキーのハンター＝ブレア準男爵（英語版） (1786)
65. グレンリーのミラー準男爵（英語版） (1788)
66. シュルーズベリーのオークリー男爵（英語版） (1790)
67. モーペスのオード、キャンベル＝オード準男爵（英語版） (1790)
68. ウィルベリーのマレット準男爵（英語版） (1791)
69. ハイデラバードのケナウェイ準男爵（英語版） (1791)
70. サウス・ヒル・パークのラシントン準男爵（英語版） (1791)
71. ウォルバートンのポール準男爵（英語版） (1791)
72. ローズ・ホールのリッチ準男爵（英語版） (1791)[注釈 1]
73. ワンリップのパーマー準男爵（英語版） (1791)
74. ヒントン・アドミラルのタップス、タップス＝ジャーヴィス＝メイリック準男爵（英語版） (1791)
75. ハンビー・ホールのトレマッシュ準男爵（英語版） (1793)
76. エンバーコートのフォード、セント・クレア＝フォード準男爵（英語版） (1793)
77. クレイグのパスリー準男爵（英語版） (1774)[注釈 1]
78. ブロクトン・ホールのチェットウィンド準男爵（英語版） (1795)[注釈 1]
79. リッチモンド・ホールのダレル準男爵（英語版） (1795)
80. ダグナム・パークのニーヴ準男爵（英語版） (1795)
81. レッドナムのポレン準男爵（英語版） (1795)
82. ランウィックのマクグレゴールのマクグレゴール準男爵（英語版） (1795)
83. ラスホールのポーア準男爵（英語版） (1795)
84. ロンドンのファーカー準男爵（英語版） (1796)
85. キャッスル・ベリンガムのベリンガム準男爵（英語版） (1796)
86. ダンステブル・ハウスのベイカー、シャーストン＝ベイカー準男爵（英語版） (1796)
87. Althainのオンズロー準男爵（英語版） (1797)
88. パークのダルリンプル＝ヘイ準男爵（英語版） (1798)
89. ボドエルイザンのウィリアムズ準男爵 (1798)
90. ニューカッスル＝アンダー＝ラインのフレッチャー、のちボーイー準男爵（英語版） (1798)
91. プリマスのトラウブリッジ準男爵 (1799)
92. リヴァトン＝イン＝ウッドランドのミルマン準男爵（英語版） (1800)

### 連合王国準男爵
1. サットン・コートのストレイチー準男爵 (1801)[注釈 1]
2. デントン・マナーのウェルビー準男爵(en) (1801)
3. ヘアフィールド・プレイスのベインズ準男爵(en) (1801)
4. ベルハスのバレット＝レナード準男爵(en) (1801)
5. スタンホープのモントゴメリー準男爵(en) (1801)
6. ベルモントのキーン準男爵(en) (1801)
7. ロタのケレット準男爵(en) (1801)[注釈 1]
8. オールド・コートのグールド準男爵(en) (1801)
9. モヒルのクロフトン準男爵(en) (1801)
10. キルトローのシング準男爵(en) (1801)
11. タクスフォード＝ウォーリングウェルズのホワイト準男爵(en) (1802)
12. カランズのカーティス準男爵(en) (1802)
13. オーセンリックのステュワート準男爵(en) (1803)
14. タイナンのストロング準男爵(en) (1803)[注釈 1]
15. フォート・ウィリアムのバーロー男爵(en) (1803)
16. バリンディーンのウェダーバーン,のちオギルヴィー＝ウェダーバーン準男爵(en) (1803)
17. スプリング・グローブのルッゲ＝プライス準男爵(en) (1804)
18. アルタ・ネアー・フォレスのゴードン＝カミング準男爵(en) (1804)
19. テムズ・ディトンのサリバン準男爵(en) (1804)
20. トリング・パークのスミス、のちスペンサー＝スミス準男爵(en) (1804)
21. ウェストアウェイ・ハウス＝ウィンクリー・コートのレスブリッジ準男爵(en) (1804)
22. ダウンヒルのブルース準男爵(en) (1804)
23. ブラック・ロックのリーズ準男爵(en) (1804)
24. デールホールのハートウェル準男爵(en) (1805)
25. ウォルサムストーのウィグラム準男爵(en (1805)
26. ガーノンズのコッタレル準男爵(en) (1805)
27. デルヴィナのミューア・マッケンジー準男爵(en) (1805)
28. ベルモントのプレヴォスト準男爵(en) (1805)
29. サールビーのブロムヘッド準男爵(en) (1806)
30. イーストンのチャムリー準男爵(en) (1806)
31. グレート・バーのスコット準男爵(en) (1806)[注釈 1]
32. クラシモントのモリス準男爵(en) (1806)
33. バルメインのラムゼイ準男爵(en) (1806)
34. ワッデスドンのニュージェント準男爵(en) (1806)
35. ハーツボーンのトンプソン準男爵(en) (1806)
36. アットルバラのブロムフィールド準男爵(en) (1807)
37. レニショーのシットウェル準男爵(en) (1808)
38. ヴェン・ハウスのメドリコット準男爵(en) (1808)
39. ナプトンのピゴット準男爵(en) (1808)
40. ニューバイスのベアード準男爵(en) (1809)
41. ハイマウントのシーモア、のちカルム＝シーモア準男爵(en) (1809)
42. グラッセンベリー＝ブライトフィールド・タウンのロバーツ準男爵(en) (1809)
43. ブレナービルのブレナーハセット準男爵(en) (1809)
44. アーディストンのスミス準男爵(en) (1809)[注釈 1]
45. シティ・オブ・ダブリンのアレグザンダー、のちケーブル＝アレグザンダー準男爵(en) (1809)[注釈 1]
46. シティ・オブ・ダブリンのスタマー準男爵(en) (1809)
47. ペイン、のちフランクランド＝ペイン＝ゴールウェイ準男爵(en) (1812)
48. スワローフィールドのラッセル準男爵(en) (1812)[注釈 1]
49. チャントリー・ハウスのホブハウス準男爵(en) (1812)
50. グレンジのリスター＝ケイ準男爵(en) (1812)
51. クロクストン・パークのリーズ準男爵(en) (1812)[注釈 2]
52. ミルンズブリッジ・ハウスのラドクリフ準男爵(en) (1813)
53. ニュートン・ホールのヘニカー準男爵(en) (1813)
54. ネザー・シールのヒーウェット準男爵(en) (1813)
55. ハルキンのダフ、のちダフ＝ゴードン準男爵 (1813)
56. ラクソールのラクソール準男爵(en) (1813)
57. ローズビーのフォーク準男爵(en) (1814)
58. バグナルのベレスフォード＝ピアーズ準男爵(en) (1814)
59. ファラドンのグレイ準男爵 (1814)
60. グラゼリーのシメオン準男爵(en) (1815)
61. セント・クロス・メーディのキャンベル準男爵 (1815)
62. アールジーのジャクソン準男爵(en) (1815)[注釈 1]
63. アントロバスのアントロバス準男爵(en) (1815)
64. ビーストン・セント・ローレンスのプリストン準男爵(en) (1815)
65. トレングウィントンのプライス準男爵(en) (1815)
66. チャールストンのキング準男爵(en) (1815)
67. ブラウンリッグ準男爵(en) (1816)
68. フロイド準男爵(en) (1816)
69. ソワービーのエルフィンストン準男爵(en) (1816)
70. アシュリー・マナーのマクマホン準男爵 (1817)
71. クリフトンのメイトランド準男爵(en) (1818)
72. バースのジョンソン準男爵 (1818)
73. ブラックヒースのファーリントン準男爵(en) (1818)
74. クレイドン・ハウスのカルバート、のちヴァーニー準男爵(en) (1818)
75. ラインストンのハーヴェイ＝バサースト準男爵(en) (1818)
76. リドのリッチメア準男爵(en) (1818)
77. ヤーマスのラコン準男爵(en) (1818)
78. ストー・ホールのヘアー準男爵(en) (1818)
79. ラックヒースのステイシー準男爵(en) (1818)
80. クームズ・プレイスのシフナー準男爵(en) (1818)
81. コーリング・ホールのクロフト準男爵(en) (1818)
82. キャッスルガーのマホン準男爵(en) (1819)
83. ガーツフォードのコックバーン＝キャンベル準男爵(en) (1821)
84. ブッシー・パークのショー準男爵(en) (1821)
85. バークスウェル・ホールのアードリー＝ウィルモット準男爵(en) (1821)
86. カンボーのアースキン準男爵(en) (1821)
87. ベイリーバラ・キャッスルのヤング準男爵(en) (1821)
88. ゲードブリッジのクーパー、のちアストリー＝クーパー準男爵(en) (1821)
89. エディンバラのアーバスノット準男爵(en) (1823)
90. ネーウェのフォーブス準男爵(en) (1823)
91. ポルケミットのベイリ―準男爵(en) (1823)
92. label=スウィリントンのロウザー準男爵(en) (1824)
93. リンダ―ティスのマンロー準男爵(en) (1825)
94. ヘイズルウッドのヴァヴァソア準男爵(en) (1828)
95. エルムス＝ボーモント・レイズのリケッツ準男爵(en) (1828)
96. サヴィル・ローのマクレガー準男爵(en) (1828)[注釈 1]
97. モーンセル・ハウスのスレイド準男爵(en) (1831)
98. バーチ・ホールのアンソン準男爵(en) (1831)
99. バーカルディン＝グレニュアのキャンベル準男爵 (1831)
100. キャムデン・ヒルのマクレガー準男爵(en) (1831)
101. クランマー・ホールのジョーンズ、のちローレンス＝ジョーンズ準男爵(en) (1831)
102. クロフトのチェイター準男爵(en) (1831)
103. バリーギブリンのライクソン＝ベッチャー準男爵(en) (1831)
104. リムリックのバリントン準男爵(en) (1831)[注釈 1]
105. モンク・ブルットンのブリンクマン準男爵(en) (1831)
106. ドノレのニュージェント準男爵(en) (1831)
107. サウスエンドのヘイゲート準男爵(en) (1831)
108. ダナム・ロッジのクラーク準男爵(en) (1831)
109. キャリクファーガスのマンデー準男爵 (1831)
110. ベッドフォード・スクエアのロウリー準男爵(en) (1834)
111. キャヴェンディッシュ・スクウェアのハミック準男爵(en) (1834)
112. ボックスフォードのブロディー準男爵(en) (1834)[注釈 1]
113. フォレスティア＝ウォーカー準男爵(en) (1835)
114. ウルバーストンのバロー準男爵(en) (1835)
115. ダービーのリヴェット＝カーナック準男爵(en) (1836)
116. ホームズのフェアファクス、のちキャメロン＝ラムゼイ＝フェアファクス＝ルーシー準男爵(en) (1836)
117. ストークリー＝マムヘッドのニューマン準男爵(en) (1836)
118. キルフェインのパワー準男爵(en) (1836)[注釈 1]
119. ブッシュミルズ・ハウスのマクナトン準男爵(en) (1836)
120. ジョンストン・ケネディのケネディ準男爵(en) (1836)[注釈 1]
121. ホーストン、のちホーストン＝ボスウェル準男爵(en) (1836)
122. ハザーレイのウッド、のちペイジ＝ウッド準男爵(en) (1837)
123. ロチェスターのヘッド準男爵(en) (1838)
124. ドラムコノーラのオロックリン準男爵(en) (1838)
125. スミス＝ゴードン準男爵(en) (1838)
126. タコルストンのボアロー準男爵(en) (1838)
127. サマセット・ホールのシャカ―リー準男爵(en) (1838)
128. マウント・ボーンのシール準男爵(en) (1838)
129. Carassのロッシュ準男爵(en) (1838)
130. クレアモントのヘイウッド準男爵(en) (1838)
131. ホヴィンガムのウォーズリー準男爵(en) (1838)
132. クロースバーンのステュアート＝メンテス準男爵(en) (1838)
133. =マウント・ベリューのベリュー、のちグラッタン＝ベリュー準男爵(en) (1838)
134. ロングフォード・ハウスのクロフトン準男爵(en) (1838)
135. ハンウェルのスピアマン準男爵(en) (1840)
136. ベルフィールドのバクストン準男爵(en) (1840)
137. アプトンのペリー準男爵(en) (1840)
138. アッパー・カナダのアーサー準男爵 (1841)
139. クーパー準男爵(en) (1841)
140. トラフォード・パークのド・トラフォード準男爵(en) (1841)
141. ブロウ・ホールのローソン、のちハワード＝ローソン準男爵(en) (1841)
142. ガレンのアームストロング準男爵(en) (1841)
143. フルウェル・ハウスのクレイ準男爵(en) (1841)
144. チョバム・プレイスのル・マーチャント準男爵(en) (1841)
145. シェンストーン・ロッジのパーカー準男爵 (1844)
146. ファスク＝バルフォアのグラッドストン準男爵 (1846)
147. アッパー・グローヴナー・ストリートのホッグ準男爵(en) (1846)
148. フェニスカウルズのフェイルデン準男爵(en) (1846)
149. クリーディのファーガソン・デヴィー準男爵(en) (1847)
150. カリー準男爵(en) (1847)
151. メリオン・スクウェア＝ボリス・イン・オッソーリのオブライエン準男爵(en) (1849)
152. アルビンズのアブディー準男爵(en) (1850)
153. マームズベリーのボーナム準男爵(en) (1852)
154. トロントのロビンソン準男爵(en) (1854)
155. サマリートンホールのピート準男爵(en) (1855)
156. ポートマン・スクウェアのムーン、のちグラハム＝ムーン準男爵(en) (1855)
157. オークリーハウスのウォーカー準男爵(en) (1856)
158. ボンベイのジージーブホイ準男爵(en) (1857)
159. ラクナウのハブロック、ハブロック＝アラン準男爵(en) (1858)
160. ラクナウのローレンス準男爵(en) (1858)
161. ベンガルのアウトラム準男爵(en) (1858)
162. リー・コートのマイルズ準男爵(en) (1859)
163. アフェトン・キャッスルのスタクリー準男爵(en) (1859)
164. グレート・ブリックヒル・マナーのポーンス＝ダンカム準男爵(en) (1859)
165. ストーン・ストリートのディルク男爵(en) (1862)
166. リッチモンド・ヒルのブラウン準男爵(en) (1863)
167. ウーララのクーパー準男爵(en) (1863)
168. ブレアー・ケイスブラウン=スマイス準男爵 (1866)
169. ヘンリエッタ・ストリートのワトソン準男爵(en) (1866)
170. リプリー・キャッスルのイングルビー準男爵(en) (1866)
171. ハットンのポロック準男爵(en) (1866)
172. パイ・ネストのエドワーズ準男爵(en) (1866)
173. トレギュロウのウィリアムズ準男爵(en) (1866)
174. クルーワー・パークのグーチ準男爵 (1866)
175. メリオン・スクウェアのネイピア準男爵(en) (1867)
176. ストラッドセイのバッゲ準男爵(en) (1867)
177. アシュフォードのギネス準男爵 (1867)
178. イーリング・パークのローレンス準男爵(en) (1868)
179. サンド・ハットン＝ビーチャンプトンのウォーカー準男爵(en) (1868)
180. ロビー・ホールのエドワーズ＝モス準男爵(en) (1868)[注釈 1]
181. レイク・ビュー＝キラーニー＝バリーベグガンのオコンネル準男爵(en) (1869)
182. ソルテア＝クロー・ネストのソルト準男爵(en) (1869)
183. アードウィックのフェアバーン準男爵(en) (1869)
184. アラートン・タワーのアール準男爵(en) (1869)
185. バーケンヘッドのジャクソン準男爵(en) (1869)
186. ハザーロップ・ハウスのバズレイ準男爵(en) (1869)
187. ヘアウッド・プレイスのパジェット準男爵(en) (1871)
188. ブロック・ストリートのガル準男爵(en) (1872)
189. カイバル・パスのパロック、のちモンタギュー＝パロック準男爵(en) (1872)
190. モントリオール＝クイーンズ・ゲートのローズ準男爵(en) (1872)
191. キンロックのキンロック準男爵(en) (1873)
192. ロンドンのウォーターロー準男爵(en) (1873)
193. ウェリントンのトレヴェリアン準男爵(en) (1874)
194. エシュトン・ホールのウィルソン準男爵(en) (1874)
195. フェーン・ハウスのグローヴ準男爵(en) (1874)[注釈 1]
196. ナイツヘイズ・コートのヒースコート＝アモリ―準男爵(en) (1874)
197. ノートン・マナーのグリーン＝プライス準男爵(en) (1874)
198. ラスドンのピーク準男爵(en) (1874)
199. レイナーズのローズ準男爵(en) (1874)[注釈 1]
200. ストファムのバートテロット準男爵(en) (1875)
201. グラスラフのレズリー準男爵(en) (1876)
202. ドディントンのコドリントン準男爵(en) (1876)
203. ザ・ナッシュのテンプル準男爵 (1876)
204. ダンバラのブキャナン準男爵(en) (1878)
205. ワレネス・ウッド＝ビショップウィアマスのモウブレー準男爵(en) (1880)
206. ブッシュ・ハウス＝アプリー・キャッスルのメイリック準男爵(en) (1880)
207. ロードン＝ベッドストンのリプリー準男爵(en) (1880)
208. ベルフィールド、グウィン・キャッスルおよびメニーダウンのベイツ準男爵(en) (1880)
209. バレンシアのフィッツジェラルド準男爵(en) (1880)
210. ロッコルシュのマシソン準男爵(en) (1882)
211. ウェル＝ハートのミルバンク準男爵(en) (1882)
212. ハットン・ロー・クロス＝ピンチンソープのピース準男爵(en) (1882)
213. スタンリー・パーク＝セドベリーのマーリング準男爵(en) (1882)
214. ルパーツウッドのクラーク準男爵(en) (1882)
215. ラダム・ハウスのイェッセル準男爵(en) (1883)
216. ボディコート＝プリンセス・ゲートのサミュエルソン準男爵(en) (1884)
217. パレス・ゲート＝セント・オーエンのミレー準男爵 (1885)
218. キャッスル・ミルクのジャーディン、のちブキャナン＝ジャーディン準男爵(en) (1885)
219. ラントン・グレンジ＝ワシントン・ホールのベル準男爵(en) (1885)
220. グリーンランズ＝スプリングウッドのブロックルバンク準男爵(en) (1885)
221. ダンレイヴェンのコリー準男爵(en) (1885)[注釈 1]
222. ゲートエイカー・グレンジ＝オスマストン・マナーのウォーカー、のちウォーカー＝オケオーバー準男爵(en) (1886)
223. バロックマイルのアレグザンダー、のちハガート＝アレグザンダー準男爵(en) (1886)
224. ウェークフィールド＝ケン・ヒルのグリーン準男爵(en) (1886)
225. クランモア・ホールのバジェット準男爵(en) (1886)
226. バリキンレイン＝レノックスバンクのオア＝ユーイング準男爵 (1886)
227. ダウティー・ハウスのコーク準男爵(en) (1886)
228. グリンクル・パーク＝ニューカッスル・アポンタインのパーマー準男爵(en) (1886)
229. エディンバラのクラーク準男爵(en) (1886)
230. ブライアンストン・スクエアのハンソン準男爵(en) (1887)
231. モルジーのカーデン準男爵(en) (1887)
232. フラックスボーンのクリフォード準男爵(en) (1887)
233. レディッシュ＝クーダムのホールズワース準男爵(en) (1887)
234. コープスウッド・グレンジのムーン準男爵(en) (1887)[注釈 1]
235. アシュテッド・パーク＝ローストストのルーカス準男爵(en) (1887)
236. ウィットルベリー＝ビーチスのローダー準男爵(en) (1887)[注釈 1]
237. グレンマチャン＝グレンバンクのエワート準男爵(en) (1887)[注釈 1]
238. アームデールのタッパー準男爵(en) (1887)
239. キャンプジーのキング準男爵(en) (1888)
240. ハイフィールド・ハウスのホワイトヘッド準男爵(en) (1889)
241. Penllergaer＝Ynis-y-gerwnのディリン＝ルウェリン準男爵、のちディリン＝ベネイブルズ＝ルウェリン準男爵(en) (1890)
242. グレン・マイックのマッケンジー準男爵(en) (1890)
243. パーク・ゲートのトンプソン準男爵(en) (1890)
244. オックスフォードのアクランド準男爵(en) (1890)
245. ボンベイのペティット・ホールのペティット準男爵(en) (1890)
246. ノース・ウォルサムのローリンソン準男爵 (1891)
247. ラックリー・グレンジのデュランド準男爵(en) (1892)
248. メトチリー・グレンジ＝ガース・グウィニオンのウィギン準男爵(en) (1892)
249. ザ・ラーチズ＝シー・グローブのリー準男爵(en) (1892)
250. スキルツのジェフリー男爵(en) (1892)
251. ディーンストン＝パーク・ガーディンズ、グラスゴーのミューア準男爵(en) (1892)[注釈 1]
252. オークワース・ハウスのホールデン準男爵(en) (1893)
253. スウィンズヘッド・アビーのイングラム準男爵(en) (1893)
254. ロングウッド＝ブロックストリートの準男爵(en) (1893)[注釈 1]
255. ザ・グローブのナイル準男爵(en) (1893)
256. エルセナムのギルビー準男爵(en) (1893)
257. パドックハーストのピアソン準男爵(en) (1894)
258. レッド・ヒルのオースティン準男爵(en) (1894)
259. チャペル・アリートン・ホール＝クイーンズ・ゲートのバラン準男爵(en) (1895)
260. ドルイド・クロス＝ウィニントン・オールド・ホールのブラナー準男爵(en) (1895)[注釈 1]
261. ハイド・パーク・ハウスのネイラー＝リーランド準男爵(en) (1895)
262. グレート・スタンホープ・ストリートのアグニュー準男爵(en) (1895)
263. ロンドンのレナルズ準男爵(en) (1895)
264. ゲートエイカーのザ・プライオリーのフォーウッド準男爵(en) (1895)
265. ウッドランズのアーノット準男爵(en) (1896)
266. ナントグインのルイス準男爵(en) (1896)[注釈 1]
267. ワークハースト・パレスのボード準男爵(en) (1896)
268. シャーウッド・ロッジ＝ブロック・ハウスのシーリー準男爵(en) (1896)
269. クリーヴヒル＝シドバリー・マナー＝ストーンリー・ハウスのケイヴ準男爵(en) (1896)
270. ブロックリハースト＝ウィンボルドスリーのヴェーディン準男爵(en:Verdin baronets) (1896)
271. サウス・ライチェット・マナーのリーズ準男爵(en) (1896)
272. ウィンポール・ストリートのパウエル準男爵(en) (1897)
273. エロンのリード準男爵(en) (1897)
274. ウィンドルハーストのギャンブル準男爵(en) (1897)
275. ルンディン＝モントレーブのギルモア準男爵(en) (1897)
276. ストラトフォード・パレスのスミス準男爵(en) (1897)
277. バウジー・マナーのクウィルター準男爵(en) (1897)
278. ネバーン・スクウェアのサミュエル準男爵(en) (1898)
279. クレア・ローン＝パーランド・チーズのウィガン準男爵(en) (1898)[注釈 1]
280. ピットマストンのホルダー準男爵(en) (1898)
281. ウィアレイ・レンジのザ・ホームのマクルア準男爵(en) (1898)
282. カドガン・スクウェアのデ・ラ・ルエ準男爵(en) (1898)
283. ブリングインのランキン準男爵(en) (1898)
284. パーク・ヒルのテート準男爵(en) (1898)
285. セント・レオナーズ・ヒル＝ケイス・キャッスルのバリー準男爵(en) (1899)
286. スタンドン＝ウィーピング・クロスのソルト準男爵(en) (1899)
287. ノートン＝ウェルズのアッシャー準男爵(en) (1899)
288. ザ・ウッド＝コッティンガム・ハウスのニュートン準男爵(en) (1900)
289. グランド・アベニューのチャンス準男爵(en) (1900)
290. ウィートウッド・グレンジのローソン準男爵(en) (1900)
291. ニューシャム・ホールのライトソン準男爵(en) (1900)
292. ケニルワース・ハウスのパイル準男爵(en) (1900)
293. ザ・モートのマコーネル準男爵(en) (1900)
294. ハイド・パークのエアード準男爵(en) (1901)
295. アップランズ＝ザ・ルーカリーのバックハウス準男爵(en) (1901)
296. マルシャンガーのポータル準男爵(en) (1901)
297. ウィンポール・ストリートのバーロウ準男爵(en) (1902)
298. メリオン・スクエアのポーター、のちホースブラフ＝ポーター準男爵(en) (1902)
299. サウス・オードリー・ストリートのブラッドフォード準男爵(en) (1902)
300. アードモア＝アーダーダン・ノーブルのノーブル準男爵(en) (1902)
301. スタンステッド・ハウスのジャクソン準男爵(en) (1902)
302. ブローメ・ホールのブラウン、のちピゴット＝ブラウン準男爵(en) (1903)
303. コールドハーバー＝バロンチャン＝ガーヴォックスのレンショー準男爵(en) (1903)
304. セント・ヘレンズのナッティング準男爵(en) (1903)
305. レッドホルムのプリムローズ準男爵(en) (1903)
306. ワイトウィックのヒックマン準男爵(en) (1903)
307. カーン・ウッド・タワーズ＝ホージーのコリー＝ライト準男爵(en) (1903)
308. ウッドヒルのラッシュ準男爵(en) (1903)
309. ウッドブロック＝リスガー・キャッスル＝キルデアのコクラン準男爵(en)(1903)
310. コークのフィッツジェラルド準男爵(en) (1903)[注釈 1]
311. スマートンのブルック準男爵(en) (1903)
312. ドラマイルズ＝ギャロ―ヒルのスマイリー準男爵 (en) (1903)
313. ヘイゼルウッド＝クラプトン・イン・ゴーダーノのウィルズ準男爵(en) (1904)
314. プリストン・ホール＝スカタースケルフ・ホールのロプナー準男爵(en) (1904)
315. ミリセントのゴールディング準男爵(en) (1904)[注釈 1]
316. ランズダウン・ロッジのキンバー準男爵(en) (1904)
317. コタム・ハウスのホワイト準男爵 (en) (1904)
318. ゲートモアのケイザー準男爵(en) (1904)
319. オッカムのボイル準男爵(en) (1904)
320. ランケイラー＝ディザート・ハウスのネアーン準男爵(en) (1904)
321. コッペッド・ホールのボルトン準男爵 (en) (1905)[注釈 1]
322. ラディントン・グレンジのバーキン準男爵(en) (1905)
323. グリーンホームのフィソン準男爵(en) (1905)
324. フランクビー・ホールのロイデン準男爵(en) (1905)
325. ブロームフィールドのトリトン準男爵(en) (1905)
326. スタンモアのポンド準男爵(en) (1905)
327. オーチェンドレインのコーツ準男爵(en) (1905)
328. デイヴィス＝ゴフ準男爵(en) (1905)
329. オーターバンのモリソン＝ベル準男爵(en) (1905)
330. シェンストーン・コートのクーパー準男爵(en) (1905)
331. ロザーフィールド・ホールのホッグ、のちリンジー＝ホッグ準男爵(en) (1905)
332. エッパーストーンのレイ準男爵(en) (1905)
333. テルブトンのマン準男爵(en) (1905)
334. ガイザンスのミルバーン準男爵(en) (1905)
335. ペンブルック・ハウスのウォーカー準男爵(en) (1906)
336. スローン・ガーデンズのローレンス準男爵 (1906)
337. ローバック・グローブ＝メリオン・スクエアのニクソン準男爵(en) (1906)
338. プリンセス・ガーデンズのスワン準男爵(en) (1906)
339. ランカスター・ゲートのスパイサー準男爵(en) (1906)
340. スプリングケル＝ケニオン＝ウィストンのジョンソン＝ファーガソン準男爵(en) (1906)
341. マーデン・パーク＝グリン・ウェルのグリーンウェル準男爵(en) (1906)
342. エイドリーのウィルソン準男爵(en) (1906)
343. ラーバート・ハウス＝ハウスヒルのグラハム準男爵 (1906)
344. ブレッドウェル・ホールのバーロウ準男爵(en) (1907)
345. ティルマスのブラック準男爵 (1907)
346. ケープ・タウン＝ブラックダウン・ハウスのフィリップソン＝ストー準男爵(en) (1907)
347. ボークラークのスコット準男爵(en) (1907)
348. ガットン・パークのコルマン準男爵(en) (1907)
349. センドホームのリーズ準男爵(en) (1908)[注釈 1]
350. ボンベイのジェヘンジャー準男爵(en) (1908)
351. ストラトフォードのブラントン準男爵(en) (1908)
352. リーガースのチェイン準男爵(en) (1908)
353. ホワイトバラのボースウィック準男爵(en) (1908)
354. ホーソーンデン＝ダドリー・ハウスのロビンソン準男爵(en) (1908)
355. ペンブリッジ・スクエアのウォーミントン準男爵 (en) (1908)
356. キルマロンのロー、のちモリソン＝ロー準男爵(en) (1908)
357. ハーレー・ストリートのクリチェット準男爵(en) (1908)
358. グローヴナー・パレスのダックワース準男爵(en) (1909)
359. オークリーのトラスコット準男爵(en) (1909)
360. ザ・クリフのレイキン準男爵(en) (1909)
361. ザ・ユースのスコット準男爵(en) (1909)
362. キャステル・ダードラス＝ボースウェンのウィリアムズ準男爵 (1909)
363. グレンフィールドのクロスリー準男爵(en) (1909)
364. ヘイフィールドのホースフォール準男爵 (en) (1909)
365. ボルナーのクラインワート準男爵(en) (1909)
366. ミルナー・フィールドのロバーツ準男爵(en) (1909)
367. ネストン・パークのフラー準男爵(en) (1910)
368. ブルッテナムのワーナー準男爵(en) (1910)
369. バーンホールのブリスコー準男爵 (en) (1910)
370. ブロン・メナイのジョーンズ、プリチャード＝ジョーンズ準男爵(en) (1910)
371. ショートグローブのメイヤー準男爵(en) (1910)
372. パーク・クレセントのタック準男爵(en) (1910)
373. ボンベイのエブラヒム準男爵(en) (1910)
374. ナビア・ハウスのバリング準男爵(en) (1911)
375. ケープタウンのグラーフ準男爵(en) (1911)
376. ハンス・クレセントのレバー準男爵(en) (1911)
377. アードモアのマカラ準男爵(en) (1911)
378. オーチャン・キャッスルのヤンガー準男爵(en) (1911)
379. ウェリントンのワード準男爵(en) (1911)
380. ダブリンのベル準男爵(en) (1911)
381. アベニュー・ロードのレッドウッド準男爵(en) (1911)
382. ヘルパービー・ホールのコート、のちミルネス・コート準男爵(en) (1911)
383. ランダルズタウンのエヴァラード準男爵(en) (1911)
384. ポートランド・パレス＝ホルティーのグッドハート準男爵(en) (1911)
385. ダナム・マジーのハワース準男爵(en) (1911)
386. ブレッチリー・パークのレオン準男爵(en) (1911)
387. ザ・マウントのマンダー準男爵(en) (1911)
388. ビーチバラ・パークのマーカム準男爵(en) (1911)
389. マンジュラのヘニカー＝ヒートン準男爵(en) (1912)
390. アクトン・パークのネルソン準男爵 en (1912)[注釈 1]
391. セシル・ロッジのニューマン(Neumann)、のちニューマン(Newman)準男爵(en) (1912)
392. ハリントン・ガーディンズのニコルソン準男爵(en) (1912)
393. パーク・ストリートのラッリ準男爵 (en) (1912)
394. ポント・ストリートのスキナー準男爵(en) (1912)
395. ティルニー・ホールのフィリップス準男爵(en) (1912)
396. グローヴナー・プレイス＝ヨハネスブルグのアルブ準男爵(en) (1912)
397. ウィットリーのスコット準男爵(en) (1913)
398. バンゲイのクリスピ準男爵(en) (1913)
399. シャープールのRunchorelal準男爵(en) (1913)
400. ハーディントン・マンデヴィルのバートレット準男爵(en) (1913)[注釈 1]
401. イーグル・ハウスのジャクソン準男爵(en) (1913)
402. ダンバートンのデニー準男爵(en) (1913)
403. オークランズ・パークのグウィン＝エヴァンズ、のちエヴァンズ＝チッピング準男爵(en) (1913)
404. タンストール・グレンジのファーネス準男爵(en) (1913)
405. セルボーン・ハウスのバーネット準男爵(en) (1913)
406. アバーフォイルのマクファーランド準男爵(en) (1914)
407. ショートウィック・パークのヴァーノン準男爵(en) (1914)
408. ラングダウンのホバート準男爵 (1914)
409. オールド・ノールのベン準男爵(en) (1914)
410. ヒル・クレストのボウォーター準男爵(en) (1914)
411. ユーアンズヴィルのビーチャム準男爵 (1914)
412. カウリー・マナーのホーリック準男爵(en) (1914)
413. ブライズヘッドのウィリアムズ準男爵 (1915)
414. ハニーハンガーのノーマン準男爵(en) (1915)
415. シティ・オブ・ノッティンガムのボーデン準男爵(en) (1915)
416. ビーコン・ロッジのゴッシェン準男爵(en) (1916)
417. リトルワース・コーナーのラッセル準男爵(en) (1916)
418. ゴダルマイニングのジャーディン準男爵(en) (1916)
419. アラートンのビーチーズのブース準男爵(en) (1916)
420. リトルトン・パークのバービッジ準男爵(en) (1916)
421. ホームステッドのヤロー準男爵(en) (1916)
422. ホース・ハウスのボイド準男爵(en) (1916)
423. バンバリーのトワイスルトン＝ウィーカム＝ファインズ準男爵(en) (1916)
424. チェルシーのデヴィット準男爵(en) (1916)
425. キャノンのドゥ・クロス準男爵(en) (1916)
426. ウッドボーンのダンロップ準男爵(en) (1916)
427. ホワイトハンガーのモイア準男爵(en) (1916)
428. アーダネスイグのエインズワース準男爵(en) (1917)
429. ブラッドフォードのヒル準男爵(en) (1917)
430. ハンケロウ・コートのアダム準男爵(en) (1917)
431. サウス・ヒル・ウッドのデューイ準男爵(en) (1917)
432. リンプスフィールドのエリオット準男爵(en (1917)
433. タングレイ・ヒルのマグナス準男爵(en) (1917)
434. ストレート・ローリーのインバート＝テリー準男爵(en) (1917)
435. ダンランバートンのクラーク準男爵(en) (1917)
436. タンストール・マナーのグレイ準男爵(en) (1917)
437. チャールトン・パークのヴァッサー＝スミス準男爵（en) (1917)
438. ケニントンのタイラー、のちステュアート・タイラー準男爵(en) (1917)
439. ペプロー・ホールのステニアー準男爵(en) (1917)
440. エッジバストンのロー準男爵(en) (1918)
441. グリムリーのハンティントン＝ホワイトリー準男爵(en) (1918)
442. オルトリナムのリー準男爵(en) (1918)
443. ダンダスのステュワート・クラーク準男爵(en) (1918)
444. キャロウカーデンのペトリー準男爵(en) (1918)
445. ミスキンのリース＝ウィリアムズ準男爵(en) (1918)
446. ノット・パークのマッカルパイン準男爵 (en) (1918)
447. ガレッグルウィドのトマス準男爵(en) (1918)
448. フォーウィのハンソン準男爵(en) (1918)
449. クラドックのベイリー準男爵(en) (1919)
450. ワイプハースト＝ニュー・プレイスのチャドウィック＝ヒーリー準男爵(en) (1919)
451. アニスヒルのトマス準男爵(en) (1919)
452. サンダーランドのマー準男爵(en) (1919)
453. コリートンのコーリー準男爵(en) (1919)
454. アストルのディクソン準男爵(en) (1919)
455. ダラムのガースウェイト準男爵(en) (1919)
456. ツリートンのジョネス準男爵(en) (1919)
457. クロー・クランプのレイサム準男爵(en) (1919)
458. ハンコックのムーア準男爵(en) (1919)
459. ホリングワースのローズ準男爵(en) (1919)
460. ブライトンのブレイカー準男爵(en) (1919)
461. ヒントルシャムのライアン準男爵(en) (1919)
462. エクルシャル＝クイーンズ・タワーのロバーツ準男爵(en) (1919)
463. アルモンドベリーのブルック準男爵(en) (1919)[注釈 1]
464. ヒーロー・マナーのブルックスバンク準男爵(en) (1919)
465. ブロムリーのチャイルド準男爵(en) (1919)
466. バートン・パークのホール準男爵(en) (1919)
467. ザ・フィアーズのホールデン準男爵(en) (1919)
468. ケルズのマッデン準男爵(en) (1919)
469. テルスヘリング＝オックスフォードのティルウィット準男爵(en) (1919)
470. スカーバラのオルソン準男爵(en) (1920)
471. リンカンズ・インのカッセル準男爵(en) (1920)
472. フォックス・ロックのロビンソン、のちリンチ＝ロビンソン準男爵(en) (1920)
473. ライトウィックのエヴァンズ準男爵(en) (1920)
474. ブレーのカンリフ＝オーウェン準男爵(en) (1920)
475. エジウェアベリーのドーソン準男爵(en) (1920)
476. ウッドハウス・イーヴィスのホイーラー準男爵 (en) (1920)
477. ウィルソン準男爵(en) (1920)
478. タッドワースのホルダーネス準男爵(en) (1920)
479. サウスウェルのノース準男爵(en) (1920)
480. ライトクリフのエイクロイド準男爵(en) (1920)
481. ウィジーハムのフランク準男爵(en) (1920)
482. ガッデスデンのホールジー準男爵(en) (1920)
483. ハマーズノットのピース準男爵(en) (1920)
484. モーリング・ディーナリーのサンダーソン準男爵(en) (1920)
485. ヘックモンドワイクのシャープ準男爵(en) (1920)
486. ウィールズビーのスライト準男爵(en) (1920)
487. アップルドアのスミス、のちリアドン・スミス準男爵(en) (1920)
488. スタントンのストット準男爵(en) (1920)
489. ウェストコットのトウシュ準男爵(en) (1920)
490. バトのルーカス＝トゥース準男爵(en) (1920)
491. バルゴウニーのステュワート準男爵(en) (1920)
492. コルワースのボーウェン準男爵(en) (1921)
493. イートン・マスコットのホルクロフト準男爵(en (1921)
494. バーンズリーのヒューイット準男爵(en) (1921)
495. オッペンハイマー準男爵(en) (1921)
496. エブブ・ベールのミルズ準男爵(en) (1921)
497. ムーアフィールドのヒル＝ウッド準男爵(en) (1921)
498. プレストン・ハウスのバーニー準男爵(en) (1921)
499. ダルマンジーのバークマイア準男爵(en) (1921)
500. チップステッドのホッジ準男爵(en) (1921)
501. コールドハーバー・ウッドのコッツ準男爵(en) (1921)
502. ダンスタンバラのサザーランド準男爵(en) (1921)
503. キングスノウのサイクス準男爵(en) (1921)
504. ワジングのマウント準男爵(en) (1921)
505. ニューミンスター・アビーのレンウィック準男爵(en) (1921)
506. アンプトンのレース準男爵(en) (1921)
507. シャーリーのヴェスティー準男爵(en) (1921)
508. カークデールのベケット準男爵(en) (1921)
509. エッジヒルのアレグザンダー準男爵(en) (1921)
510. ロング・クロスのベリー準男爵(en) (1921)
511. ハードレス・コートのエスプレン準男爵(en) (1921)
512. ヘイパークのコーツ準男爵(en) (1921)
513. レイブンスポインツのグレイソン準男爵(en) (1922)
514. ウィンブルドンのフッド準男爵(en) (1922)
515. ワデトン・コートのグッドソン準男爵(en) (1922)
516. オートンのアスク準男爵(en) (1922)
517. オアエ・マナー＝ブレンドンのマウンテン準男爵(en) (1922)
518. スプリングバーン＝キルマウワーズのリード準男爵(en) (1922)
519. ソリフルのバード準男爵(en) (1922)
520. オールド・パークのバトラー準男爵(en) (1922)
521. Bwllfaのルーエリン準男爵(en) (1922)
522. ウォナムのノートン＝グリフィス準男爵(en) (1922)
523. イーグルスクリフのハリンソン準男爵(en) (1922)
524. ビショップス・ライダートのボールス準男爵(en) (1922)
525. ミッドガムのブラック準男爵(en) (1922)
526. フレッシュウォーター・グローヴのハームズワース準男爵(en) (1922)[注釈 1]
527. チェイスフィールドのナトール準男爵(en) (1922)
528. ウォーデン・コートのシャープ準男爵(en) (1922)
529. サル・パークのホワイト準男爵(en) (1922)
530. レイクフィールドのバッデリー準男爵(en) (1922)
531. ハマースミスのブル準男爵(en) (1922)
532. Cahoreのヘンリー準男爵(en) (1923)
533. チェルトナムのマクレディー準男爵(en) (1923)
534. グラフハムのホール準男爵(en) (1923)
535. ウールトンのレイノルズ準男爵(en) (1923)
536. フィビー＝ジェスフィールドのバーン、のちフォーブス＝リース準男爵(en) (1923)
537. ハダースフィールドのケイ準男爵(en) (1923)
538. マンチェスター・スクエアのボウルビー準男爵(en) (1923)
539. ブラッグドンのウィルズ準男爵(en) (1923)
540. ナンソープのドーマン準男爵(en) (1923)
541. ヘリンズバラのレイバーン準男爵(en) (1923)
542. アードキングラスのノーブル準男爵(en) (1923)
543. ザ・テンプルのチティ準男爵(en) (1924)
544. イエロー・ウッズのリチャードソン準男爵(en) (1924)
545. ニューランズ・マナーのパワー準男爵(en) (1924)
546. オックスフォードのハンブリング準男爵(en) (1924)
547. フューナリーのマクラウド準男爵(en) (1924)
548. グリムズビーのマーズデン準男爵(en) (1924)
549. ベックナムのニュートン準男爵(en) (1924)
550. ダブリンのモロニー準男爵(en) (1925)[注釈 1]
551. ザ・フェアフィールズのマクラウド準男爵(en) (1925)
552. キングスウッドのボンサー準男爵(en) (1925)
553. ペナリーのヒューズ＝モーガン準男爵(en) (1925)
554. オームサリーのリスゴー準男爵(en) (1925)
555. ナンソープのトムソン準男爵(en) (1925)
556. ハイ・マークのダルリンプル＝ホワイト準男爵(en) (1926)
557. リバートン＝クレイグミラーのギルモア準男爵(en) (1926)
558. ウォンステッドのプライク準男爵(en) (1926)
559. バービスのダブソン準男爵(en) (1927)
560. バーンスタプルのピート準男爵(en) (1927)
561. リバースデールのアーチデール準男爵(en) (1928)
562. フリントンのバソ準男爵(en) (1928)
563. バーストウィースのエイクロイド準男爵(en) (1929)
564. シャックルフォードのホーン準男爵(en) (1929)
565. グレンディルヴィンのライル準男爵(en) (1929)
566. グレンダーロックのトムソン準男爵(en) (1929)
567. ダーフォードのリグビー準男爵(en) (1929)
568. マンステッド・グレンジのバザード準男爵(en) (1929)
569. バートロップスのピルディッチ準男爵(en) (1929)
570. エルヴェサム・ホールのアンストラザー＝ゴフ＝キャルソープ準男爵(en) (1929)
571. ウェスターダンズのフォード準男爵(en) (1929)
572. カークリントンのベネット準男爵(en) (1929)
573. ネザーエイヴォンのスタッド準男爵(en) (1929)
574. カーザーズ・コーナー・ファームのテニソン＝ド・エインコート準男爵(en) (1930)
575. ブルームスベリーのフォースター準男爵(en) (1930)
576. ビーディングリーのダニング準男爵(en) (1930)
577. ディッチリングのモット準男爵(en) (1930)
578. ハロー・ウィールドのウォーターロー準男爵(en) (1930)
579. ブライドンのデベナム準男爵(en) (1931)
580. リンコーニア＝ファクームのギブソン準男爵(en) (1931)
581. ベスナル・グリーンのハリソン準男爵(en) (1932)
582. ムーア・ロッジのムーア準男爵(en) (1932)
583. チープのジェンクス準男爵(en) (1932)
584. スレッドニードル・ストリートのハーヴィー準男爵(en) (1933)
585. モニメールのスペンサー＝ネアーン準男爵(en) (1933)
586. クームのグリーナウェイ準男爵(en) (1933)
587. サンカーのマクリントック準男爵(en) (1934)
588. ダルワットのマッコーワン準男爵(en) (1934)[注釈 1]
589. スタンフォード＝アポン＝ストアのカーン準男爵(en) (1934)
590. レイトン・バザードのグロトリアン準男爵(en) (1934)
591. ファルコンデールのハーフォード準男爵(en) (1934)
592. ブリッジワードのコレット準男爵(en) (1934)
593. セント・バーソロミューズのウェアリング準男爵(en) (1935)
594. スペインズ・ホールのラグルス＝ブリーズ準男爵(en) (1935)
595. ビッズトンのバートン＝チャドウィック準男爵(en) (1935)
596. ウォルサムストーのマリンソン準男爵(en) (1935)
597. ノーウッドのスターキー準男爵(en) (1935)
598. ブレント・エリー・ホールのガスリー準男爵(en) (1936)
599. バブワースのホイッタカー準男爵(en) (1936)
600. ハソップ・ホールのスティーブンソン準男爵(en) (1936)[注釈 1]
601. メアヴェール＝ブライスのダグデール準男爵(en) (1936)
602. ワットンのヴィンセント準男爵(en) (1937)
603. ロングデンデールのリーズ準男爵(en) (1937)
604. ステュワートビーのステュワート準男爵(en) (1937)
605. マグヘラボーイのベイツ準男爵(en) (1937)
606. リブル・ロッジのエッジ準男爵(en) (1937)[注釈 1]
607. アシュリーのミルン＝ワトソン準男爵(en) (1937)
608. バーフォードのサウスビー準男爵(en) (1937)
609. ボールジ・ホールのホワイト準男爵(en) (1937)[注釈 1]
610. レミントンのエイチソン準男爵(en) (1938)
611. ウィックワーのガンストン準男爵(en) (1938)
612. キングス・パークのマクタガート準男爵(en) (1938)
613. セリー・ヒルのピンセント準男爵(en) (1938)
614. ゴッドマンチェスターのプレスコット準男爵(en) (1938)
615. フリップハウのストラング＝スティール準男爵(en) (1938)
616. シモンズベリーのコルフォックス準男爵(en) (1939)
617. トゥーレのハチソン準男爵(en) (1939)
618. ナッソーのオークス準男爵(en) (1939)
619. フリストンのボウォーター準男爵(en) (1939)
620. ブルックのウィルキンソン準男爵(en) (1941)
621. エトルリアのウェッジウッド準男爵(en) (1942)
622. レイクナムのシェイクスピア準男爵 (1942)
623. ブロードウェル＝フィルキンスのグッドイナフ準男爵(en) (1943)
624. テインのフレイザー準男爵(en) (1943)
625. ポートソケンのジョゼフ準男爵(en) (1943)[注釈 1]
626. フェルマーシャムのウェルズ準男爵(en) (1944)
627. ブラックステッド・パークのボルトン準男爵(en) (1944)
628. トッテリッジのニューソン＝スミス準男爵(en) (1944)
629. フリルフォードのブルース＝ガードナー準男爵(en) (1945)
630. クロ―メリーのスミス準男爵(en) (1945)
631. コスクアンのアースキン＝ヒル準男爵(en) (1945)
632. マートルのフリーマン準男爵(en) (1945)
633. グリムズビーのワマーズリー準男爵(en) (1945)
634. バスゲイトのハーヴィー＝ワット準男爵(en) (1945)
635. パーティックのヤング準男爵(en) (1945)
636. サンドリッジ・パークのアレグザンダー準男爵(en) (1945)
637. イートン・スクエアのヴァーニー準男爵(en) (1946)
638. バーリントン・ホールのデイヴィス準男爵(en) (1946)
639. キースリーのスミス準男爵(en) (1947)
640. ウェストローズのローソン準男爵(en) (1951)
641. エルトン・ホールのプロビー準男爵(en) (1952)
642. ソープ・ペローのロプナー準男爵(en) (1952)
643. リスのウェイカリー準男爵(en) (1952)
644. バッジーワースのボイス準男爵(en) (1952)
645. チッピング・ウィコムのハリス準男爵(en) (1953)
646. マーチモント＝バードロッチャットのマクウェン準男爵(en) (1953)
647. キルゲレイントのウィリアムズ準男爵 (1953)
648. メイドストンのボッサム準男爵(en) (1953)
649. ホバーリンガムのナル準男爵(en) (1954)
650. スネイクムーアのバーナード準男爵(en) (1954)
651. ハイスのマッケンソン準男爵(en) (1954)
652. オーセットのホワイトモア準男爵(en) (1954)
653. リンドンのコナント準男爵(en) (1954)
654. ウィジントンのキャリー準男爵(en) (1955)
655. グレート・リジントンのハワード準男爵(en) (1955)
656. テインマスのスミス準男爵(en) (1956)
657. ロジーのハッチソン準男爵(en) (1956)
658. ウートンのポンソンビー準男爵(en) (1956)
659. ペリッジのスタッドホルム準男爵(en) (1956)
660. デューズバリーのアクロイド準男爵(en) (1956)
661. クレンドリーのアグニュー、のちアグニュー＝サマーヴィル準男爵(en) (1957)
662. カラムズヒルのヘンダーソン＝ステュワート準男爵(en) (1957)
663. ディングル・バンクのウィリンク準男爵(en) (1957)
664. ストラチャー＝グレンスラエインのマクリーン準男爵(en) (1957)
665. チャードのウェルチ準男爵(en) (1957)
666. ラスホルムのプラット準男爵(en) (1958)[注釈 1]
667. クリードンのチャップマン準男爵(en) (1958)
668. ソーガンビーのダニントン＝ジェファーソン準男爵(en) (1958)
669. カドクストン＝ジャクスタ＝ニースのエヴァンズ＝ベヴァン準男爵(en) (1958)
670. バグランのルウェリン準男爵(en) (1959)[注釈 1]
671. オーフォードのピックソーン準男爵(en) (1959)
672. タルポリーのビビー準男爵(en) (1959)
673. ベビントンのオークショット準男爵(en) (1959)
674. グリンドルフォードのプラット準男爵(en) (1959)
675. バシショウ・ワードのジレット準男爵(en) (1959)
676. ウェットストーンのロス準男爵(en) (1960)
677. ダンスフォールドのニュージェント準男爵(en) (1960)[注釈 1]
678. アデル・カム・エカップのカベリー準男爵(en) (1960)
679. セトリントンのストーリー準男爵(en) (1960)
680. Rhuのロイド準男爵(en (1960)
681. グレーズリーのバーバー準男爵(en) (1960)
682. ストラスガリーのステュワート準男爵(en) (1960)
683. ブロックスバーンのウォーカー＝スミス準男爵 (en) (1960)
684. ホディントンのストックデール準男爵(en) (1960)
685. レリックのアースキン準男爵(en) (1961)
686. バグブルックのハリンソン準男爵(en) (1961)
687. ハニーミードのウェイリー＝コーエン準男爵(en) (1961)
688. イースト・ポーツマスのジェフコット準男爵(en) (1962)
689. ロザーフィールドのスコット準男爵(en) (1962)
690. ドーヒルのリンジー準男爵(en) (1962)
691. ケンダルのウェイクフィールド準男爵(en) (1962)
692. ド―キングのトウシュ準男爵(en) (1962)
693. ハムステッドのポリット準男爵(en) (1963)[注釈 1]
694. レカルバーのトムソン準男爵(en) (1963)
695. ウォルトン・オン・ザ・ヒルのトムソン準男爵(en) (1963)
696. ネスのエリントン準男爵(en) (1963)
697. ヘンドンのオア＝ユーイング準男爵 (1963)
698. フレンシャム・マナーのペリング準男爵(en) (1963)
699. トレアーゴのマイナーズ準男爵(en) (1964)
700. キティーブルースターのアーバスノット準男爵(en) (1964)
701. グルームブリッジのロジャーズ準男爵(en) (1964)
702. エクセターのダドリー＝ウィリアムズ準男爵(en) (1964)
703. ラッシュクリフのレッドメイン準男爵(en) (1964)
704. グレッシンガムのピアソン準男爵(en) (1964)
705. エッピングのフィンレー準男爵(en) (1964)
706. スコットニーのサッチャー準男爵 (1990)

## 貴族が従属称号として保有する準男爵位
この一覧は未完成です。加筆、訂正して下さる協力者を求めています。

### イングランド準男爵
- ストーントンのシャーリー準男爵 (1611) フェラーズ伯爵
- ロートンのペラム準男爵 (1611) チチェスター伯爵
- ベリー・ポメロイのシーモア準男爵 (en) (1611) サマセット公爵
- イントウッドのホバート=ハムデン準男爵 (1611) バッキンガムシャー伯爵
- イーストウェルのフィンチ、のちフィンチ＝ハットン準男爵 (1611) ウィンチルシー伯爵
- ウィルバーホールのウッドハウス準男爵 (1611) キンバリー伯爵
- ディーンのブルーデネル準男爵 (1611) アイルズベリー侯爵
- キャッスル・ブロムウィッチのデヴァルー準男爵 (1611) ヘレフォード子爵
- レイナムのタウンゼンド準男爵 (1617) タウンゼンド侯爵
- フランクリーのリトルトン準男爵(en) (1618) コバム子爵
- ビバーストンのヒックス、のちヒックス＝ビーチ準男爵 (1619) セント・アルドウィン伯爵
- スティッテナムのゴア準男爵 (1620) サザーランド公爵
- イートンのグローヴナー準男爵 (1622) ウェストミンスター公爵
- ロックバーンのクーパー準男爵(en) (1622) シャフツベリ伯爵
- ビッカースタッフのスタンリー準男爵 (1627) ダービー伯爵
- リトル・ウォルサムのグリムストン準男爵（1627/28）ヴェルラム伯爵
- ド・キャッスル・コースのシン準男爵 (1641) バース侯爵
- ヘインのノースコート準男爵(en) (1641) イデスリー伯爵
- マーシャム・ハッチのナッチブル準男爵(en) (1641) ビルマのマウントバッテン伯爵
- ポルティモアのバンプフィールド準男爵（1641）ポルティモア男爵
- ロッテスリーのロッテスリー準男爵 (1642) ロッテスリー男爵
- ヒーヴァー城のウォルドグレイヴ準男爵 (1643) ウォルドグレイヴ伯爵
- オルデナムのアクトン準男爵（1644）アクトン男爵
- ローンストンのフィンチ、のちフィンチ＝ハットン準男爵 (1660) ウィンチルシー伯爵
- デナム・コートのボウヤー準男爵(en) (1660) デナム男爵
- スタンウィックのスミソン、のちパーシー準男爵(en) (1660) ノーサンバーランド公爵
- ウェスト・クランドンのオンズロー準男爵(en) (1674) オンズロー伯爵

### ノバスコシア準男爵
- イネスのイネス、のちイネス＝カー准男爵(en) (1625) ロクスバラ公爵
- ブラコのグラハム準男爵 (1625) モントローズ公爵
- ファーのマッカイ準男爵 (1627) レイ卿
- ビュートのクライトン＝ステュアート準男爵 (1627) ビュート侯爵
- ランディのキャンベル準男爵 (1627)[注釈 1] アーガイル公爵
- カスルバーのビンガム準男爵(en) (1634) ルーカン伯爵
- ケドルストンノカーゾン準男爵 (1636) スカーズデール子爵
- ハッドーのゴードン準男爵 (1642) アバディーン＝テメイア侯爵
- キャリントンのプリムローズ準男爵(en) (1651) ローズベリー伯爵
- ピターローのカーネギー準男爵(en) (1663) ファイフ公爵
- ステアの準男爵（英語版）（1664）ステア伯爵
- カンボーのアースキン準男爵(en) (1666) ケリー伯爵
- キルヘッドのダグラス準男爵(en) (1668) クイーンズベリー侯爵
- モンクリフのモンクリフ準男爵 (1685) エロル伯爵
- カークリストンのホープ準男爵(en) (1698) リンリスゴー侯爵
- クランストンの準男爵（英語版）（1698）ステア伯爵
- ミントーのエリオット準男爵(en) (1700) ミントー伯爵

### アイルランド準男爵
- マウントノリスのアンズリー準男爵 (1620) ヴァレンティア子爵
- ドナロングのハミルトン準男爵 (1660) アバコーン公爵
- ニュータウンのゴア準男爵 (1662) アラン伯爵
- レナメのオブライエン準男爵(en) (1686) インチクィン男爵
- ダンドラムのモード準男爵 (1705) ハワーデン子爵
- キャッスル・フレンチのフレンチ準男爵 (1779) フレンチ男爵
- トッテナム・グリーンのトッテナム準男爵（1780）イーリー侯爵

### グレートブリテン準男爵
- ルータムのビング準男爵 (1715) トリントン子爵
- サウスヒルのビング準男爵 (1721) トリントン子爵
- ホーウィックのグレイ準男爵 (1746) グレイ伯爵
- ダヴリッジのキャヴェンディッシュ準男爵（1755年）ウォーターパーク男爵
- ブラッグドンのリドレー準男爵 (1756) リドレー子爵
- カースのダンダス準男爵(en) (1762) ゼットランド侯爵
- アルレスフォードのロドニー準男爵 (1764) ロドニー男爵
- リトル・プリストンのラウザー準男爵(en) (1764) ロンズデール伯爵
- キャサリントンのフッド準男爵 (1778) フッド子爵
- 海軍のノエル準男爵(en) (1781) ゲインズバラ伯爵
- アンコーツのモズレー準男爵 (1781) レイブンズデール男爵
- バーンズリーのウッド準男爵(en) (1784) ハリファックス伯爵
- ウルブスターにおけるシンクレア準男爵(en) (1786) サーソー子爵
- シティ・オブ・ロンドンのベアリング準男爵(en) (1793) ノースブルック男爵
- トレヴェリーのペリュー準男爵（1796）エクスマス子爵
- ドレイトン・マナーのピール準男爵(1800)ピール伯爵

### 連合王国準男爵
- 海軍のブラックウッド準男爵 (1814) ダファリン＝クランボイ男爵
- コール・ブルックのブルック準男爵(en) (1822) ブルックバラ子爵
- ネブワースのリットン準男爵 (1838) リットン伯爵
- シノン＝ドランジャンのゴフ準男爵 (en) (1842) ゴフ子爵
- グローヴナー・プレイスのロスチャイルド準男爵 (1847) ロスチャイルド男爵
- ガウソープ・ホールのケイ＝シャトルワース準男爵 (1850) シャトルワース男爵
- 陸軍のローレンス準男爵 (1858) ローレンス男爵
- ディルホーンのマニンガム＝ブラー準男爵 (1866) ディルホーン子爵
- セントマイケルズ・マウントのセントオービン準男爵(en) (1866) セント・レヴァン男爵
- ロウファントのランプソン準男爵 (1866) キラーン男爵
- キャッスルノックのギネス準男爵 (1885) アイヴァー伯爵
- スピッドルのモリス準男爵(en) (1885) キラニン男爵
- パドックハーストのピアソン準男爵（1894）カウドレー子爵
- サウス・ストーンハム・ハウス＝ケンジントン・パレス・ガーデンズのモンタギュー準男爵 (1894) スウェイスリング男爵
- ラマスのラボック準男爵（1900）エイヴベリー男爵
- ポルムードのトムソン、のミッチェル＝トムソン準男爵 (1900) セルズドン男爵
- カーラングのアーサー準男爵 (1903) グレナーサー男爵
- ウィッティントンのキアリー準男爵 (1908) デヴォンポート子爵
- ホージーのハームズワース準男爵(en) (1910) ロザミア子爵
- パークハウスのベセル準男爵（1911）ベセル男爵
- レッキーのヤンガー準男爵 (1911) レッキーのヤンガー子爵
- コルウィン・ベイのスミス、のちハミルトン＝スミス準男爵 (1912) コルウィン男爵
- ニューブランズウィックのエイトケン準男爵 (1916) ビーヴァーブルック男爵
- イーデン・レイシーのボリック準男爵 (1916) ボリック男爵
- グローヴナー・クレッセントのパーマー準男爵（英語版）(1916) パーマー男爵
- ハックウッド・パークのベリー準男爵(1921) キャムローズ子爵
- ハンワースのポロック準男爵(en) (1922) ハンワース子爵
- ベントレーのベーデン＝パウエル準男爵 (1922) ベーデン＝パウエル男爵
- ティルニーのケイザー準男爵 (1924) ロザウィック男爵
- ウィンチェスターのヘネシー準男爵 (1927) ウィンドルシャム男爵
- ドロップモアのベリー準男爵 (1928) ケムズリー子爵
- シティ・オブ・ノリッジのマンクロフト準男爵 (1932) マンクロフト男爵
- ウェストン・アンダーウッドのボウヤー準男爵 (1933) デナム男爵
- エスクデイルのリー準男爵 (1935) リー男爵
- クラソーンのダグデイル準男爵 (1945) クラソーン男爵
- スタッフィールドのデンマン準男爵 (1945) デンマン男爵
- ウェストベリーのグリムストン準男爵(1952年) ウェストベリーのグリムストン男爵